# Kenneth Carey
Kenneth Anton Carey  (Wilmington (Californië), 8 juli 1893 – Los Angeles, 4 januari 1981) was een Amerikaans zeiler.
Carey was tijdens de Olympische Zomerspelen 1932 een bemanningslid van Owen Churchill, tijdens deze spelen won Carey de gouden medaille in de 8 meter klasse.

## Olympische Zomerspelen
| Jaar | Plaats      | Resultaten     |
| ---- | ----------- | -------------- |
| 1932 | Los Angeles | 8 meter klasse |

1908: Charles Campbell / Blair Cochrane / John Rhodes / Henry Sutton / Arthur Wood ·
1912: Thomas Aas / Andreas Brecke / Torleiv Corneliussen / Thoralf Glad / Christian Jebe
1920 (model 1907): Thorleif Holbye / Alf Jacobsen / Kristoffer Olsen / Carl Ringvold / Tellef Wagle ·
1920 (model 1919): Thorleif Christoffersen / Magnus Konow / Reidar Martiniuson / Ragnar Vik ·
1924: Rick Bockelie / Harald Hagen / Ingar Nielsen / Carl Ringvold jr. / Carl Ringvold ·
1928: Donatien Bouché / André Derrien / Virginie Hériot / André Lesauvage / Jean Lesieur / Carl de la Sablière ·
1932: Owen Churchill / John Biby / Alphonse Burnand / Kenneth Carey / William Cooper / Pierpont Davis / Carl Dorsey / John Huettner / Richard Moore / Alan Morgan / Robert Sutton / Thomas Webster ·
1936: Bruno Bianchi / Luigi De Manincor / Domenico Mordini / Enrico Poggi / Luigi Poggi / Giovanni Reggio